# Очен преглед с разширяване на зениците
Специализиран преглед, извършван от офталмолог с необходимите умения и апаратура, при който зениците се разширяват с помощта на накапване на очни капки (колир) със специален ефект. Предизвиква се мидриаза и с помощта на офталмоскоп се оглежда очната леща, стъкловидното тяло на окото и очното дъно.